# 天开水库
天开水库是位于北京房山区西南天开村的水库。
1959-1960年建成。水库面积1.6平方公里，库容1475万立方米。有主坝、副坝、溢洪道、坝下输水管各1条。主坝高24.5米，顶长250米。